# Luigi Capponi
Luigi Capponi (ur. w 1583 we Florencji, zm. 6 kwietnia 1659 w Rzymie) – włoski kardynał.

## Życiorys
Urodził się w 1583 roku we Florencji jako jedno z czworga dzieci senatora Francesca Capponiego i Ludovici di Ristoro Macchiavelli. Początkowo studiował w seminarium rzymskim, następnie w Perugii, a potem powrócił do Rzymu, gdzie na La Sapienzy uzyskał doktorat z prawa. W 1605 roku został skarbnikiem Kamery Apostolskiej. 24 listopada 1608 roku został kreowany kardynałem diakonem i otrzymał diakonię Sant’Agata de’ Goti. W 1614 roku został legatem w Bolonii, a ponadto był odpowiedzialny za koordynację różnych inicjatyw, planowanych przez papieża, w celu odzyskania terytorium delty Pad i uregulowania wód rzek w regionie. 3 marca 1621 roku został mianowany arcybiskupem Rawenny, a jedenaście dni później przyjął sakrę. W czasie posługi biskupiej, kilkakrotnie wizytował podległe mu parafie, a w 1627 roku przewodził synodowi diecezjalnemu. Ponadto odrestaurował katedrę metropolitarną, a także rozsądzał spory pomiędzy frakcjami gibelinów i gwelfów. 19 kwietnia 1621 roku został podniesiony do rangi kardynała prezbitera i otrzymał kościół tytularny Sant’Angelo in Pescheria. Został członkiem Kongregacji Rozkrzewiania Wiary, jednakże gdy prefekt Antonio Barberini został zmuszony do ucieczki do Francji z powodu wrogości nowego papieża Innocentego X, kardynał Capponi przejął funkcję proprefekta i pozostał nim nawet po powrocie Barberiniego. Od 1645 roku pełnił funkcję protoprezbitera oraz prefekta Kongregacji ds. Obrzędów. We wrześniu samego roku zrezygnował z arcybiskupstwa Rawenny, a miesiąc później został prefektem Kongregacji Rozkrzewiania Wiary. W 1649 roku został Bibliotekarzem Kościoła Rzymskiego. Zmarł 6 kwietnia 1659 roku w Rzymie.